# Belmont (Port of Spain)
Belmont ist ein Stadtteil der trinidadischen Hauptstadt Port of Spain.

## Status
Die kleinste administrative Einheit in Trinidad und Tobago ist die Community, vergleichbar der deutschen Ortslage. Eine Community kann im urbanen Raum nur einige Straßenzüge, im ländlichen Raum aber auch große Gebiete umfassen. Trinidad und Tobago ist administrativ unterteilt in 612 Communities, Belmont ist eine davon. Der Begriff „Stadtteil“ hat in Trinidad und Tobago lediglich eine informelle Bedeutung.

## Lage
Belmont liegt im Nordosten von Port of Spain. Es grenzt östlich an die Queen’s Park Savannah an. Im Süden wird Belmont durch East Dry River, einen weiteren Stadtteil von Port of Spain, begrenzt, im Osten durch Morvant. Im Norden bildet die Lady Young Road, die entlang der Ausläufer des Mittelgebirges Northern Range führt, die Grenze zum Stadtteil Cascade. Der St. Anns River, der in Cascade entspringt und in den Golf von Paria entwässert, fließt durch Belmont.

## Geschichte
Belmont ist benannt nach einem Landhaus aus dem 19. Jahrhundert, das samt dem umgebenden Land der Plantagenbesitzerfamilie Barry gehörte. Die Barrys vermieteten zwischen 1803 und 1828 Haus und Land an die jeweiligen Gouverneure der Insel. Der erste Mieter, Thomas Hislop, führte nach einem verheerenden Feuer 1808 in Port of Spain für zwei Jahre die Regierungsgeschäfte von seinem Landhaus aus. Die folgenden Mieter waren Hector William Munro und Ralph Woodford.
Woodford gab dem Landhaus den Namen „Belmont“. In der Folge wurde auch das Weideland südlich des Hauses so genannt. In den 1840er-Jahren siedelten sich auf dem Weideland befreite Sklaven an, die nach der Abschaffung der Sklaverei 1834 nicht mehr im Stadtgebiet von Port of Spain, das damals am St. Ann’s River endete, geduldet wurden. In den ersten Jahren war der entstehende Ort unter dem Namen Freetown bekannt. Im späten 19. Jahrhundert stieg die Einwohnerzahl deutlich an. Mangels Stadtplanung, die sich im benachbarten Port of Spain in einem schachbrettartigen Grundriss der Stadt manifestierte, wuchs Belmont unkontrolliert, was zu einem heute noch prägenden, chaotisch anmutenden Straßengewirr führte. Am 1. Januar 1899 wurde Belmont in Port of Spain eingemeindet. Da gutsituierte Schwarze wegen rassenbezogenen Wertvorstellungen in besseren „weißen“ Wohnvierteln wie St. Clair oder Maraval keine Häuser erwerben konnten, erbauten sie in Belmont teils prächtige Residenzen. Als bis ins 20. Jahrhundert hinein primär „schwarzes“ Wohnviertel stellte es ein Zentrum der afrotrinidadischen Kultur dar, das gemeinsam mit anderen schwarzen Wohnvierteln den Karneval, die zeremonielle Kampfsportart Calinda, Calypso und die Steelbands hervorbrachte.
An der Stelle des ehemaligen Landhauses wurde 1962 das Hilton-Hotel erbaut. Im 21. Jahrhundert ist Belmont bekannt für ein erhöhtes Kriminalitätsaufkommen.

## Wirtschaft und Verkehr
Belmont ist ein reines Wohngebiet, in dem sich abseits von Kleingewerbe keine nennenswerten Firmen angesiedelt haben. Verkehrsadern konnten sich in Belmonts Gassengewirr nicht herausbilden. Wichtige Zubringerstraßen sind die Lady Young Road und die Laventille Road, die Belmont im Norden und Süden begrenzen.

## Einrichtungen
Das Port of Spain General Hospital, das größte Krankenhaus Trinidads, liegt im Südwesten Belmonts. Bildungseinrichtungen sind das St. Francois Girls College, die Belmont Boys Secondary School, die Escallier Anglican Primary School, die St. Francis Girls Roman Catholic School, die Belmont Secondary School, die Providence Girls Secondary School sowie der Holy Name Convent, eine katholische Grund- und weiterbildende Schule. Die Kirchen St. Francis Catholic Church und Belmont Church of Christ liegen in Belmont.
Belmont ist Heimat mehrerer überregional bekannter Steelbands wie Belmont 5th Dimension, Crescendoes Musicale oder Pan-Demonium. In Belmont haben mehrere Karnevalsvereine sowie die von Derek Walcott gegründete Theatergruppe The Trinidad Theatre Workshop ihren Sitz. In den 1960er-Jahren spielte der in Belmont beheimatete Fußballclub Colts FC in der damaligen höchsten trinidadischen Spielklasse.

## Persönlichkeiten
- Ellis Clarke, (1917–2010, Politiker)
- Russell Henderson (1924–2015, Musiker)
- Edwin Roberts (* 1941, Leichtathlet)
- Kent Bernard (* 1942, Leichtathlet)
- Francisco Cabral (* 1949, Künstler)
- David Rudder (* 1953, Musiker)